# Lac Fou
Lac Fou är en vik i Kanada.   Den ligger i provinsen Québec, i den sydöstra delen av landet, 400 km norr om huvudstaden Ottawa.
Trakten runt Lac Fou är nära nog obefolkad, med mindre än två invånare per kvadratkilometer.